# The Taming of the Shrew (película de 1967)
The Taming of the Shrew (en italiano: La bisbetica domata) (La mujer indomable en España y La fierecilla domada en Hispanoamérica) es una película de 1967 basada en la obra de teatro homónima de William Shakespeare sobre un noviazgo entre dos personas de voluntad fuerte. La película fue dirigida por Franco Zeffirelli e interpretada por Elizabeth Taylor y Richard Burton como Kate y Petruchio respectivamente.

## Argumento
Italia, siglo XVI. Petrucchio (R. Burton), un pobre pero obstinado caballero de Verona, va a Padua en busca de una esposa rica. Allí conoce a la temperamental, iracunda e intratable Catalina (Liz Taylor), que le impone todo tipo de condiciones para casarse con él. Cuando por fin accede, él se las arregla para convertir la luna de miel en una auténtica pesadilla con el fin de domeñarla. Cuando la pareja vuelve a Padua, Catalina ayuda a Petrucchio a ganar una apuesta que demuestra que ella es la más obediente de las esposas.

## Personajes
- Elizabeth Taylor como Catarina.
- Richard Burton como Petrucchio.
- Michael York  como Lucentio.
- Michael Hordern como Baptista Minola.
- Natasha Pyne como Bianca.
- Alan Webb como Gremio.
- Victor Spinetti como Hortensio.